# Sonja Spendelhofer
Sonja Spendelhofer (* 10. Mai 1967) ist eine ehemalige österreichische Leichtathletin und aktuell Präsidentin des Österreichischen Leichtathletik-Verbandes (ÖLV). Während ihrer aktive Zeit spezialisierte sie sich auf das Kugelstoßen und den Diskuswurf.

## Sportliche Laufbahn
Während ihrer aktiven Zeit trat Sonja Spendelhofer ausschließlich bei Wettkämpfen auf nationaler oder regionaler Ebene teil und konnte sich für keine internationalen Meisterschaften qualifizieren. In den Jahren 1991 und 1992 sowie von 1994 bis 1998 wurde sie österreichische Staatsmeisterin im Kugelstoßen sowie von 1995 bis 1997 und von 2001 bis 2003 auch im Diskuswurf. Zudem wurde sie 1996, 1998 und 1999 sowie 2008 Hallenmeisterin im Kugelstoßen. Bis 2014 bestritt sie vereinzelt Wettkämpfe, war jedoch auch als Fachinspektorin der Wiener Bildungsdirektion tätig. 2016 wurde sie als Nachfolgerin von Ralph Vallon zur Präsidentin des Österreichischen Leichtathletik-Verbandes (ÖLV) gewählt.

## Persönliche Bestleistungen
- Kugelstoßen: 15,26 m, 17. August 1996 in Amstetten
- Diskuswurf: 57,46 m, 30. August 1997 in Nitra